# Ernst von Hoiningen

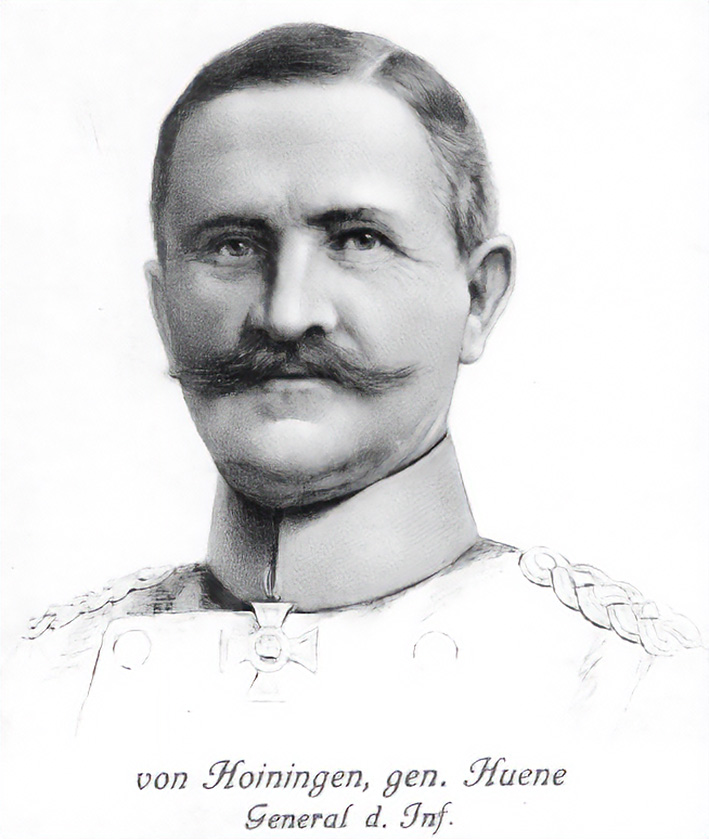
Ernst von Hoiningen

Ernst Wilhelm Karl Maria Freiherr von Hoiningen, genannt Huene (* 23. September 1849 in Unkel; † 11. März 1924 in Darmstadt) war ein preußischer General der Infanterie sowie Militärattaché.

## Leben
Ernst von Hornungen entstammte einem vor allem in Kurland ansässig gewesenen Adelsgeschlecht derer von Hoiningen und war der Sohn des preußischen Bergrats Anselm August Freiherr von Hoiningen gen. Huene und dessen Ehefrau Marie, geborene Longard.
Hoiningen trat am 10. Januar 1868 in das 1. Rheinisches Pionier-Bataillon Nr. 8 der Preußischen Armee in Koblenz ein, wo er am 7. August 1869 zum Portepee-Fähnrich ernannt wurde. Seit 8. September 1870 war er der Ingenieur-Inspektion in Straßburg zugeteilt. Am 8. September 1870 folgte seine Beförderung zum Sekondeleutnant. Er erhielt am 29. September 1872 eine Kommandierung an die dortige Artillerie- und Ingenieur-Schule und wechselte zum 15. September 1874 zur IV. Ingenieur-Inspektion nach Metz. Ab 21. März 1876 zur Festung Friedrichsort versetzt, wurde Hoiningen am 13. Juni 1876 Premierleutnant und am 24. November zur Festungsgarnison nach Koblenz versetzt. Seit 1. Oktober 1877 an die Kriegsakademie kommandiert, erhielt er am 18. April 1882 seine Beförderung zum Hauptmann und wurde als Generalstabsoffizier in den Großen Generalstab nach Berlin berufen. Von hier aus erfolgte sein erster Auslandseinsatz als Vertreter des Militärattachés an die deutsche Gesandtschaft nach London. Nach seiner Rückkehr war er ab 13. Dezember 1883 im Generalstab des III. Armee-Korps in Berlin tätig. Am 5. Februar 1885 ging er für ein Jahr, nun als Militärattaché an die deutsche Botschaft nach London.
Nach seiner Rückkehr nach Berlin wurde er am 15. Oktober 1886 zum Generaladjutant von Kaisers Wilhelm I. ernannt. Am 23. Oktober 1886 Militärattaché an deutschen Botschaft in Paris, wo ihm bis 1891 die militärischen Beziehungen zu Frankreich oblagen. Als Vertrauter des Generalstabschef Alfred von Waldersee unterstützte Hoiningen diesen in den Jahren 1887 bis 1890 seinem Kampf gegen den Reichskanzler Otto von Bismarck, indem er diesen aus Paris mit Berichten versorgte, die die Bismarcksche Außenpolitik in ein schlechtes Licht rückten. Waldersee legte diese Berichte – wie auch ähnliche Berichte seiner Attachés in Sankt Petersburg, Wien und Rom – dem Kronprinzen bzw. Kaiser vor, um diesen gegen seinen Kanzler einzunehmen und trug so schließlich mit zum Sturz Bismarcks im Frühling 1890 bei.
Am 15. Oktober 1888 wurde Hoiningen zum Major befördert und seit 22. März 1891 als Generalstabsoffizier zur 29. Division nach Freiburg im Breisgau versetzt. Am 17. Oktober 1893 wurde er Oberstleutnant und zum Kommandeur des 1. Unter-Elsässischen Infanterie-Regiments Nr. 132 in Straßburg. Seit 18. August 1894 war er Chef des Generalstabes des XVI. Armee-Korps in Metz. Am 22. März 1897 wurde Hoiningen zum Oberst befördert und übernahm am 19. Oktober 1897 das Leibgarde-Infanterie-Regiment (1. Großherzoglich Hessisches) Nr. 115 in Darmstadt. Am 24. Februar 1900 wird er zum Generalmajor befördert und zum Kommandeur der 53. Infanterie-Brigade in Ulm ernannt. Am 18. April 1903 zum Generalleutnant befördert übernahm Hoiningen die Führung der 30. Division in Straßburg und ersetzt damit Generalleutnant Moßner. Zeitgleich mit der Beförderung zum General der Infanterie am 11. September 1907 erfolgte seine Ernennung zum Kommandierenden General des XIV. Armee-Korps in Karlsruhe. Er stand à la suite des 1. Badischen Leib-Grenadier-Regiments Nr. 109.
Bei Ausbruch des Ersten Weltkriegs führte Hoiningen sein XIV. Armee-Korps im Verband der 7. Armee im Elsass. Er stand mit diesem Korps zum Schutz von Mülhausen gegen die französische Korpsgruppe bzw. Armée d’Alsace unter General Paul Pau im Feld. Am 31. August 1914 wurde er durch General Watter abgelöst und Ende Oktober 1914 zum Militärgouverneur des vom III. Reserve-Korps eroberten Festungsstadt Antwerpen ernannt. In dieser Funktion verblieb er als militärischer Attachee bis zum Kriegsende am 11. November 1918.
1919 verabschiedet, zog sich Hoiningen nach Darmstadt zurück, wo er 1924 verstarb.

## Auszeichnungen
- Großkreuz des Roten Adlerordens mit Eichenlaub[3]
- Kronenorden I. Klasse[3]
- Eisernes Kreuz (1870) II. Klasse[3]
- Preußisches Dienstauszeichnungskreuz[3]
- Großkreuz des Ordens Berthold des Ersten mit goldener Kette[3]
- Komtur II. Klasse des Ordens vom Zähringer Löwen[3]
- Großkreuz des Bayerischen Militärverdienstordens[3]
- Großkreuz des Ordens Heinrichs des Löwen[3]
- Großkreuz des Großherzoglich Hessischen Philippsordens mit Krone[3] 17. September 1909
- Komtur des Greifenordens[3]
- Großkreuz des Albrechts-Ordens mit goldenem Stern[3]
- Komtur des Ordens der Württembergischen Krone[3]
- Offizier der Französischen Ehrenlegion[3]
- Komtur des Ordens der Hl. Mauritius und Lazarus[3]
- Großkreuz des Schwertordens[3]
- Großkreuz des Spanischen Militär-Verdienstordens[3]
- Mecidiye-Orden III. Klasse[3]

## Publikationen
- Lebenserinnerungen, herausgegeben durch Johann Karl von Schroeder, 1972 Münster.